# Pachycondyla weberi
Pachycondyla weberi är en myrart som först beskrevs av Bernard 1953.  Pachycondyla weberi ingår i släktet Pachycondyla och familjen myror. Inga underarter finns listade i Catalogue of Life.